# Isychios Condogiannis
Isychios (vlastním jménem: Elias Condogiannis; * 1944, Acharnes) je řecký kněz Jeruzalémské pravoslavné církve, arcibiskup a metropolita Capitoliasu.

## Život
Narodil se roku 1944 v Acharnes. Roku 1958 odešel do Jeruzaléma. Dne 18. prosince 1961 byl postřižen na mnicha a náslující den byl vysvěcen na diakona. Roku 1962 vystudoval Patriarchální školu. Kněžské svěcení přijal roku 1964. Sloužil jako opat v Keraku. Roku 1967 byl povýšen na archimandritu. Na Národní a Kapodistrianské univerzitě v Athénách studoval právo.
Roku 1976 se stal členem finančního a vzdělávacího výboru. Roku 1978 byl jmenován předsedou církevního soudu v Joppě. Roku 1981 se stal patriarchálním komisařem v Accře.
Dne 16. března 1984 byl zvolen biskupem Ávily. Dne 26. března 1984 proběhla jeho biskupská chirotonie, kdy byl také jmenován patriarchálním komisařem v Irbetu. Roku 1991 byl zvolen arcibiskupem Capitoliasu. Roku 1994 se stal metropolitou a vice-předsedou finančního výboru a předsedou majetkového výboru.
Roku 2001 se stal členem Svatého synodu, předsedou Jeruzalémské školské rady a předsedou tiskové a informační kanceláře. Roku 2003 byl jmenován patriarchálním komisařem.
Roku 2005 se stal právním poradcem patriarchátu.
Roku 2009 se stal předsedou patriarchálních škol.
Roku 2012 se stal patriarchálním komisařem.